# Phylloscopus proregulus
Il luì del Pallas (Phylloscopys proregulus Pallas, 1811) è un uccello passeriforme del genere Phylloscopus, a sua volta appartenente alla famiglia Phylloscopidae. Deve il suo nome volgare allo zoologo tedesco Peter Simon Pallas, che nel 1811 osservò la specie sul fiume Ingoda, in Siberia e per primo la descrisse.

## Descrizione
È uno dei luì più piccoli: misura tra i nove e i dieci centimetri di lunghezza e pesa tra i quattro e i nove grammi, il che lo rende più piccolo del luì forestiero e leggermente più grande del regolo comune. Il suo piumaggio è verdastro nella parte superiore e bianco in quella inferiore, con bande gialle sulle ali, sulla testa e sul ventre. Sebbene in genere non abbia paura degli esseri umani, la sua abitudine di nidificare  tra le chiome frondose degli alberi lo rende un uccello difficile da osservare. Il suo canto consiste in una serie di fischi ed è simile a quello del canarino selvatico.

## Biologia
Come la maggior parte dei luì, è insettivoro. Costruisce il nido su un albero, in genere adiacente al tronco, ad un'altezza che va da mezzo metro a dieci metri dal suolo; depone tra quattro e sei uova alla volta, che vengono covate per 12-13 giorni; i pulcini sono pronti a lasciare il nido 12-14 giorni dopo la schiusa.

## Distribuzione e habitat
È un uccello migratore che nidifica nella Siberia meridionale (dall'oblast' di Novosibirsk all'oblast' di Magadan a est), nella Mongolia settentrionale e nella Cina nordorientale. Sverna nelle aree a clima subtropicale della Cina subtropicale e nell'Indocina nord-orientale. Abita prevalentemente la taiga di conifere e le foreste montane.
In inverno il suo habitat è meno selettivo: esso arriva a comprendere foreste di latifoglie e macchia mediterranea, oltre alle conifere. Sebbene la stragrande maggioranza degli esemplari di questa specie trascorra l'inverno nella Cina meridionale, sulle rive del fiume Yangtze (dove può essere osservato da ottobre ad aprile), un piccolo numero di esemplari migra verso l'Europa occidentale, sfruttando la mitezza del clima oceanico. Possono giungere in Gran Bretagna tra ottobre e novembre, dopo un viaggio di oltre 5 000 kilometri dal limite occidentale del loro areale tradizionale, quasi la stessa distanza che dovrebbero percorrere per raggiungere i luoghi di svernamento in Cina meridionale. Non si conosce il numero esatto di esemplari presenti in Europa, ma in Gran Bretagna se ne sono avvistati fino a trecento in una singola stagione autunnale; data l'indole schiva dell'animale, questo numero è probabilmente assai sottostimato.